# Яоцу

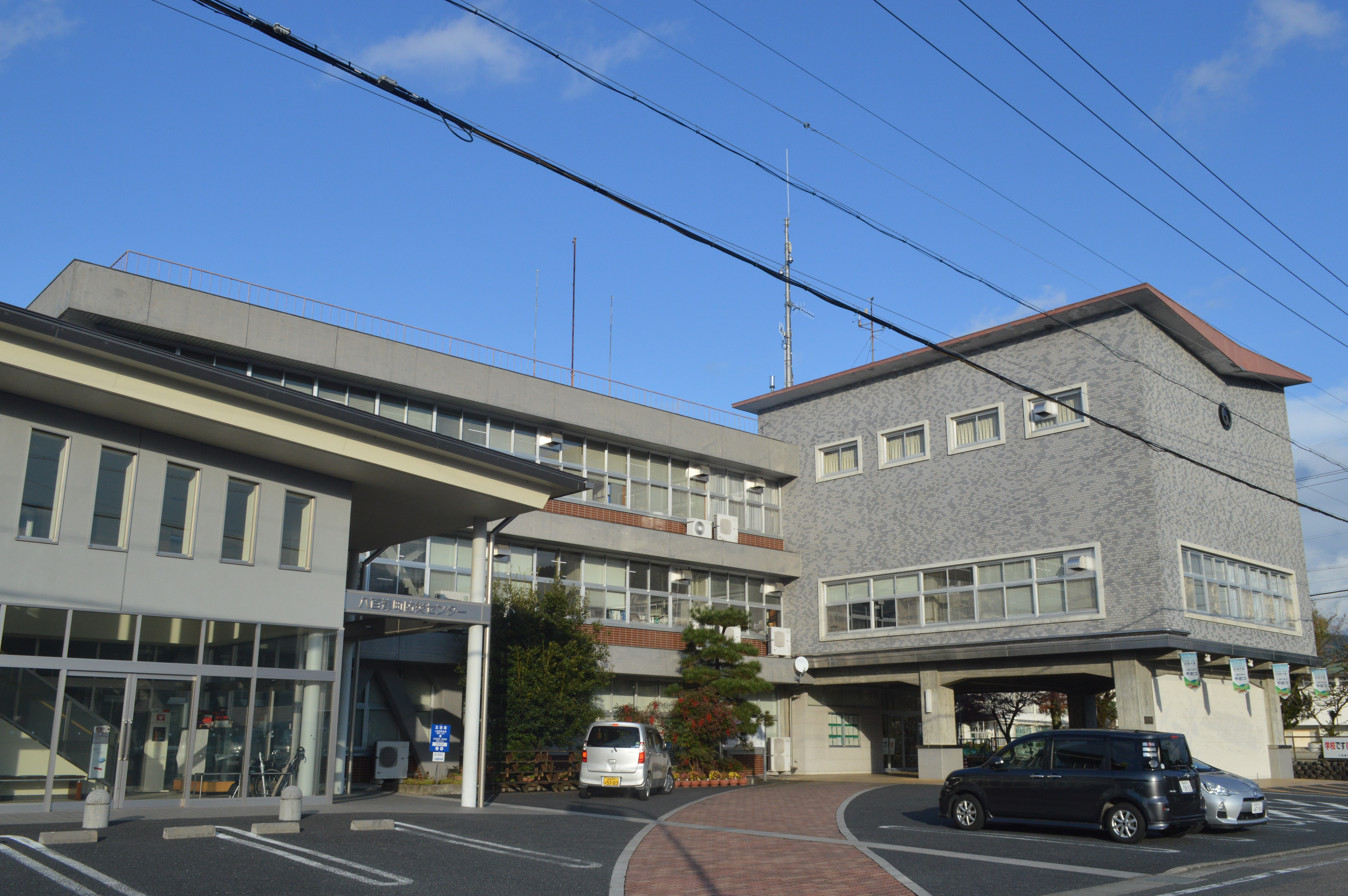
Мэрия посёлка Яоцу

Яоцу (яп. 八百津町 Яоцу-тё:) — посёлок в Японии, находящийся в уезде Камо префектуры Гифу. Площадь посёлка составляет 128,81 км², население — 11 341 человек (1 июля 2014), плотность населения — 88,04 чел./км².

## Географическое положение
Посёлок расположен на острове Хонсю в префектуре Гифу региона Тюбу. С ним граничат города Эна, Минокамо, Кани, Мидзунами и посёлки Кавабе, Хитисо, Сиракава, Митаке.

## Население
Население посёлка составляет 11 341 человек (1 июля 2014), а плотность — 88,04 чел./км². Изменение численности населения с 1980 по 2005 годы:
| 1980 | 15 451 чел. |  |
| 1985 | 15 215 чел. |  |
| 1990 | 14 731 чел. |  |
| 1995 | 14 323 чел. |  |
| 2000 | 13 632 чел. |  |
| 2005 | 12 935 чел. |  |

## Символика
Цветком посёлка считается Lilium japonicum.